# Kevin Börzsei
Kevin Börzsei (2000) è un giocatore di football americano svedese, di ruolo wide receiver.
Ha gioca a football americano nelle giovanili dei Tyresö Royal Crowns, per poi passare ai Carlstad Crusaders (con i quali ha vinto il titolo nazionale nel 2020). Dal 2023 è tornato a giocare nei Royal Crowns.

## Palmarès

### Club
- SM-Finalen: 1

Carlstad Crusaders: 2020